# 沃羅布伊夫希納
50°58′37″N 29°24′4″E / 50.97694°N 29.40111°E
沃羅布伊夫希納（烏克蘭語：Вороб'ївщина），是烏克蘭北部的村莊，隸屬日托米爾州的科羅斯滕區。該村面積0.34平方公里，海拔高度169米，2001年人口36，人口密度每平方公里107.14人。